# Ludwig Devrient
Ludwig Devrient,  född 15 december 1784 i Berlin, död där 20 december 1832, var en tysk skådespelare.
Devrient var en av Tysklands snillrikaste skådespelare. Han var bestämd för köpmansyrket, men rymde några gånger från det stränga föräldrahemmet och åtföljde 1804–05 ett kringresande teatersällskap. Han hade därnäst engagemang i Dessau och från 1809 i Breslau, men drogs 1815 av August Wilhelm Iffland till nationalteatern i Berlin och stannade där till sin död. 
Devrient var en ovanligt fantasirik konstnärsnatur med något av demonisk makt i hela sitt väsen och en stor fond av poetisk humor. Han lyckades lika utmärkt i det dystert tragiska som i högkomiska och även i godmodigt humoristiska roller. När uppgiften passade för hans natur, levde han sig fullständigt och självuppofrande in i den och blev diktarens produktive medarbetare. 
En realist med sällan sedda karakteriseringsgåvor, skapade han alltjämt nya persongestaltningar, sinsemellan alldeles individuellt olika även i utseende och skick, i sättet att gå och tala. Som hans förnämsta roller räknades Franz Moor, Richard III, Lear, Shylock, Falstaff och Moren i Schillers Fiesco. 
För sina personliga sorger och bekymmer sökte Devrient tröst i nattliga dryckeslag i sällskap med den bisarre romantikern E.T.A. Hoffmann och andra själsfränder, men undergrävde därigenom tidigt sin hälsa, så att han på sina sista år mäktade med endast mindre roller.
Devrient är en tysk skådespelarsläkt av holländsk härstamning (ursprungligen de Vrient). Därifrån kommer även Karl August Devrient, Philipp Eduard Devrient och Gustav Emil Devrient.